# Lista di asteroidi (361001-362000)
Di seguito una lista di asteroidi dal numero 361001 al 362000 con data di scoperta e scopritore.

## 361001-361100
| Nome     | Designazione provvisoria | Data di scoperta  | Scopritore                |
| -------- | ------------------------ | ----------------- | ------------------------- |
| 361001 - | 2005 US475               | 22 ottobre 2005   | Spacewatch                |
| 361002 - | 2005 UB486               | 23 ottobre 2005   | NEAT                      |
| 361003 - | 2005 UE512               | 29 ottobre 2005   | Spacewatch                |
| 361004 - | 2005 US515               | 22 ottobre 2005   | Becker, A. C.             |
| 361005 - | 2005 UW515               | 22 ottobre 2005   | Becker, A. C.             |
| 361006 - | 2005 UE519               | 26 ottobre 2005   | Becker, A. C.             |
| 361007 - | 2005 UG526               | 25 ottobre 2005   | Spacewatch                |
| 361008 - | 2005 VB45                | 4 novembre 2005   | Spacewatch                |
| 361009 - | 2005 VU45                | 4 novembre 2005   | Spacewatch                |
| 361010 - | 2005 VS49                | 2 novembre 2005   | LINEAR                    |
| 361011 - | 2005 VQ77                | 5 novembre 2005   | Spacewatch                |
| 361012 - | 2005 VG92                | 6 novembre 2005   | Mt. Lemmon Survey         |
| 361013 - | 2005 VQ102               | 2 novembre 2005   | CSS                       |
| 361014 - | 2005 VT126               | 1º novembre 2005  | Becker, A. C.             |
| 361015 - | 2005 VU126               | 1º novembre 2005  | Becker, A. C.             |
| 361016 - | 2005 VQ133               | 1º novembre 2005  | Becker, A. C.             |
| 361017 - | 2005 WB11                | 22 novembre 2005  | Spacewatch                |
| 361018 - | 2005 WN29                | 30 settembre 2005 | Mt. Lemmon Survey         |
| 361019 - | 2005 WN36                | 22 novembre 2005  | Spacewatch                |
| 361020 - | 2005 WJ39                | 25 novembre 2005  | Mt. Lemmon Survey         |
| 361021 - | 2005 WV42                | 21 novembre 2005  | Spacewatch                |
| 361022 - | 2005 WQ51                | 10 novembre 2005  | Mt. Lemmon Survey         |
| 361023 - | 2005 WV56                | 29 novembre 2005  | Healy, D.                 |
| 361024 - | 2005 WQ68                | 25 novembre 2005  | Mt. Lemmon Survey         |
| 361025 - | 2005 WK70                | 26 novembre 2005  | Mt. Lemmon Survey         |
| 361026 - | 2005 WY87                | 28 novembre 2005  | Mt. Lemmon Survey         |
| 361027 - | 2005 WS88                | 22 novembre 2005  | Spacewatch                |
| 361028 - | 2005 WA95                | 26 novembre 2005  | Spacewatch                |
| 361029 - | 2005 WC95                | 26 novembre 2005  | Spacewatch                |
| 361030 - | 2005 WP97                | 12 novembre 2005  | Spacewatch                |
| 361031 - | 2005 WD101               | 29 novembre 2005  | LINEAR                    |
| 361032 - | 2005 WL102               | 29 novembre 2005  | Mt. Lemmon Survey         |
| 361033 - | 2005 WR110               | 22 novembre 2005  | Spacewatch                |
| 361034 - | 2005 WS115               | 25 settembre 2005 | Spacewatch                |
| 361035 - | 2005 WX121               | 30 novembre 2005  | Mt. Lemmon Survey         |
| 361036 - | 2005 WG140               | 26 novembre 2005  | Mt. Lemmon Survey         |
| 361037 - | 2005 WY160               | 28 novembre 2005  | LINEAR                    |
| 361038 - | 2005 WG208               | 25 novembre 2005  | Spacewatch                |
| 361039 - | 2005 XQ13                | 1º dicembre 2005  | Spacewatch                |
| 361040 - | 2005 XU28                | 2 dicembre 2005   | LINEAR                    |
| 361041 - | 2005 XM45                | 2 dicembre 2005   | Spacewatch                |
| 361042 - | 2005 XK48                | 2 dicembre 2005   | Mt. Lemmon Survey         |
| 361043 - | 2005 XO72                | 6 dicembre 2005   | Spacewatch                |
| 361044 - | 2005 XG76                | 25 novembre 2005  | CSS                       |
| 361045 - | 2005 XQ78                | 9 novembre 2005   | CINEOS                    |
| 361046 - | 2005 XN82                | 10 dicembre 2005  | Spacewatch                |
| 361047 - | 2005 YX4                 | 1º ottobre 1999   | Spacewatch                |
| 361048 - | 2005 YZ12                | 22 dicembre 2005  | Spacewatch                |
| 361049 - | 2005 YN18                | 23 dicembre 2005  | Spacewatch                |
| 361050 - | 2005 YC20                | 24 dicembre 2005  | Spacewatch                |
| 361051 - | 2005 YF20                | 24 dicembre 2005  | Spacewatch                |
| 361052 - | 2005 YC43                | 24 dicembre 2005  | Spacewatch                |
| 361053 - | 2005 YH43                | 24 dicembre 2005  | Spacewatch                |
| 361054 - | 2005 YZ47                | 26 dicembre 2005  | Spacewatch                |
| 361055 - | 2005 YK57                | 24 dicembre 2005  | Spacewatch                |
| 361056 - | 2005 YT63                | 1º dicembre 2005  | Mt. Lemmon Survey         |
| 361057 - | 2005 YB85                | 25 dicembre 2005  | Mt. Lemmon Survey         |
| 361058 - | 2005 YT113               | 5 dicembre 2005   | Mt. Lemmon Survey         |
| 361059 - | 2005 YQ119               | 27 dicembre 2005  | Spacewatch                |
| 361060 - | 2005 YN120               | 27 dicembre 2005  | Mt. Lemmon Survey         |
| 361061 - | 2005 YQ139               | 28 dicembre 2005  | Mt. Lemmon Survey         |
| 361062 - | 2005 YR152               | 28 dicembre 2005  | Spacewatch                |
| 361063 - | 2005 YH167               | 27 dicembre 2005  | Spacewatch                |
| 361064 - | 2005 YH192               | 30 dicembre 2005  | Spacewatch                |
| 361065 - | 2005 YQ211               | 28 dicembre 2005  | CSS                       |
| 361066 - | 2005 YO215               | 29 dicembre 2005  | Mt. Lemmon Survey         |
| 361067 - | 2005 YX217               | 25 novembre 2005  | Spacewatch                |
| 361068 - | 2005 YG232               | 28 dicembre 2005  | NEAT                      |
| 361069 - | 2005 YD265               | 25 dicembre 2005  | Spacewatch                |
| 361070 - | 2005 YN279               | 25 dicembre 2005  | Mt. Lemmon Survey         |
| 361071 - | 2006 AO4                 | 8 gennaio 2006    | Mt. Lemmon Survey         |
| 361072 - | 2006 AX46                | 6 gennaio 2006    | Spacewatch                |
| 361073 - | 2006 AQ47                | 7 gennaio 2006    | Spacewatch                |
| 361074 - | 2006 AX73                | 20 settembre 2001 | LINEAR                    |
| 361075 - | 2006 BQ12                | 21 agosto 2004    | Spacewatch                |
| 361076 - | 2006 BH24                | 23 gennaio 2006   | Mt. Lemmon Survey         |
| 361077 - | 2006 BO31                | 20 gennaio 2006   | Spacewatch                |
| 361078 - | 2006 BX45                | 23 gennaio 2006   | Mt. Lemmon Survey         |
| 361079 - | 2006 BQ78                | 23 gennaio 2006   | Mt. Lemmon Survey         |
| 361080 - | 2006 BA88                | 25 gennaio 2006   | Spacewatch                |
| 361081 - | 2006 BY88                | 25 gennaio 2006   | Spacewatch                |
| 361082 - | 2006 BU96                | 26 gennaio 2006   | Spacewatch                |
| 361083 - | 2006 BU107               | 25 gennaio 2006   | Spacewatch                |
| 361084 - | 2006 BE118               | 26 gennaio 2006   | Spacewatch                |
| 361085 - | 2006 BW133               | 26 gennaio 2006   | Spacewatch                |
| 361086 - | 2006 BL185               | 28 gennaio 2006   | Mt. Lemmon Survey         |
| 361087 - | 2006 BF189               | 28 gennaio 2006   | Spacewatch                |
| 361088 - | 2006 BP196               | 30 gennaio 2006   | Spacewatch                |
| 361089 - | 2006 BN246               | 31 gennaio 2006   | Spacewatch                |
| 361090 - | 2006 BB248               | 31 gennaio 2006   | Spacewatch                |
| 361091 - | 2006 BE256               | 31 gennaio 2006   | Spacewatch                |
| 361092 - | 2006 BN274               | 30 gennaio 2006   | Spacewatch                |
| 361093 - | 2006 BN279               | 30 gennaio 2006   | Spacewatch                |
| 361094 - | 2006 CJ60                | 2 febbraio 2006   | Jarnac                    |
| 361095 - | 2006 DD                  | 5 gennaio 2006    | CSS                       |
| 361096 - | 2006 DW14                | 18 febbraio 2006  | Ferrando,R., Ferrando, M. |
| 361097 - | 2006 DJ24                | 20 febbraio 2006  | LINEAR                    |
| 361098 - | 2006 DL24                | 20 febbraio 2006  | Spacewatch                |
| 361099 - | 2006 DU26                | 20 febbraio 2006  | Spacewatch                |
| 361100 - | 2006 DV36                | 20 febbraio 2006  | Spacewatch                |

## 361101-361200
| Nome                 | Designazione provvisoria | Data di scoperta  | Scopritore            |
| -------------------- | ------------------------ | ----------------- | --------------------- |
| 361101 -             | 2006 DP59                | 24 febbraio 2006  | Mt. Lemmon Survey     |
| 361102 -             | 2006 DU59                | 24 febbraio 2006  | Mt. Lemmon Survey     |
| 361103 -             | 2006 DR70                | 21 febbraio 2006  | Mt. Lemmon Survey     |
| 361104 -             | 2006 DZ99                | 25 febbraio 2006  | Spacewatch            |
| 361105 -             | 2006 DN118               | 21 febbraio 2006  | Mt. Lemmon Survey     |
| 361106 -             | 2006 DW123               | 24 febbraio 2006  | Mt. Lemmon Survey     |
| 361107 -             | 2006 DN161               | 27 febbraio 2006  | Spacewatch            |
| 361108 -             | 2006 DZ198               | 28 febbraio 2006  | CSS                   |
| 361109 -             | 2006 DF206               | 7 gennaio 2006    | Mt. Lemmon Survey     |
| 361110 -             | 2006 DS209               | 28 febbraio 2006  | Mt. Lemmon Survey     |
| 361111 -             | 2006 DR211               | 24 febbraio 2006  | Mt. Lemmon Survey     |
| 361112 -             | 2006 ER2                 | 2 marzo 2006      | Spacewatch            |
| 361113 -             | 2006 ER8                 | 5 gennaio 2006    | Mt. Lemmon Survey     |
| 361114 -             | 2006 EQ16                | 2 marzo 2006      | Spacewatch            |
| 361115 -             | 2006 EZ23                | 3 marzo 2006      | Spacewatch            |
| 361116 -             | 2006 EE40                | 4 marzo 2006      | Spacewatch            |
| 361117 -             | 2006 FO13                | 23 marzo 2006     | Spacewatch            |
| 361118 -             | 2006 FZ17                | 23 marzo 2006     | Spacewatch            |
| 361119 -             | 2006 FN27                | 24 marzo 2006     | Mt. Lemmon Survey     |
| 361120 -             | 2006 FJ42                | 26 marzo 2006     | Mt. Lemmon Survey     |
| 361121 -             | 2006 FD44                | 23 marzo 2006     | CSS                   |
| 361122 -             | 2006 GW1                 | 2 aprile 2006     | Sarneczky, K.         |
| 361123 -             | 2006 GW2                 | 8 aprile 2006     | LONEOS                |
| 361124 -             | 2006 GC4                 | 2 aprile 2006     | Spacewatch            |
| 361125 -             | 2006 GP15                | 2 aprile 2006     | Spacewatch            |
| 361126 -             | 2006 GR15                | 2 aprile 2006     | Spacewatch            |
| 361127 -             | 2006 GT20                | 2 aprile 2006     | Spacewatch            |
| 361128 -             | 2006 GG21                | 3 dicembre 2005   | Boattini, A.          |
| 361129 -             | 2006 GQ21                | 2 aprile 2006     | Mt. Lemmon Survey     |
| 361130 -             | 2006 GJ23                | 2 aprile 2006     | Spacewatch            |
| 361131 -             | 2006 GH26                | 2 aprile 2006     | Spacewatch            |
| 361132 -             | 2006 GM28                | 2 aprile 2006     | Spacewatch            |
| 361133 -             | 2006 GZ36                | 8 aprile 2006     | Mt. Lemmon Survey     |
| 361134 -             | 2006 GX44                | 7 aprile 2006     | Mt. Lemmon Survey     |
| 361135 -             | 2006 HL9                 | 19 aprile 2006    | LONEOS                |
| 361136 -             | 2006 HM40                | 21 aprile 2006    | CSS                   |
| 361137 -             | 2006 HV43                | 24 aprile 2006    | Mt. Lemmon Survey     |
| 361138 -             | 2006 HP44                | 24 aprile 2006    | Mt. Lemmon Survey     |
| 361139 -             | 2006 HN57                | 29 aprile 2006    | Young, J. W.          |
| 361140 -             | 2006 HL61                | 24 aprile 2006    | Spacewatch            |
| 361141 -             | 2006 HQ65                | 24 aprile 2006    | Spacewatch            |
| 361142 -             | 2006 HG81                | 26 aprile 2006    | Spacewatch            |
| 361143 -             | 2006 HV82                | 26 aprile 2006    | Spacewatch            |
| 361144 -             | 2006 HK83                | 26 aprile 2006    | Spacewatch            |
| 361145 -             | 2006 HE84                | 26 aprile 2006    | Spacewatch            |
| 361146 -             | 2006 HT84                | 26 aprile 2006    | Spacewatch            |
| 361147 -             | 2006 HN87                | 30 aprile 2006    | Spacewatch            |
| 361148 -             | 2006 HU95                | 30 aprile 2006    | Spacewatch            |
| 361149 -             | 2006 HC99                | 30 aprile 2006    | Spacewatch            |
| 361150 -             | 2006 HL105               | 25 aprile 2006    | CSS                   |
| 361151 -             | 2006 HO108               | 30 aprile 2006    | CSS                   |
| 361152 -             | 2006 HD152               | 19 aprile 2006    | CSS                   |
| 361153 -             | 2006 HJ152               | 24 aprile 2006    | Sarneczky, K.         |
| 361154 -             | 2006 JX1                 | 1º maggio 2006    | LINEAR                |
| 361155 -             | 2006 JN13                | 19 aprile 2006    | Spacewatch            |
| 361156 -             | 2006 JJ31                | 3 maggio 2006     | Spacewatch            |
| 361157 -             | 2006 JF44                | 6 maggio 2006     | Spacewatch            |
| 361158 -             | 2006 JN49                | 1º maggio 2006    | Spacewatch            |
| 361159 -             | 2006 JU52                | 6 maggio 2006     | Spacewatch            |
| 361160 -             | 2006 JP62                | 1º maggio 2006    | Buie, M. W.           |
| 361161 -             | 2006 KS3                 | 19 maggio 2006    | Mt. Lemmon Survey     |
| 361162 -             | 2006 KJ7                 | 19 maggio 2006    | Mt. Lemmon Survey     |
| 361163 -             | 2006 KB9                 | 19 maggio 2006    | Mt. Lemmon Survey     |
| 361164 -             | 2006 KK23                | 23 maggio 2006    | Broughton, J.         |
| 361165 -             | 2006 KD41                | 19 maggio 2006    | Mt. Lemmon Survey     |
| 361166 -             | 2006 KN64                | 23 maggio 2006    | Mt. Lemmon Survey     |
| 361167 -             | 2006 KY64                | 23 maggio 2006    | Mt. Lemmon Survey     |
| 361168 -             | 2006 KS81                | 25 maggio 2006    | Mt. Lemmon Survey     |
| 361169 -             | 2006 KC83                | 20 maggio 2006    | LONEOS                |
| 361170 -             | 2006 KN92                | 25 maggio 2006    | Spacewatch            |
| 361171 -             | 2006 KH107               | 31 maggio 2006    | Mt. Lemmon Survey     |
| 361172 -             | 2006 KM107               | 31 maggio 2006    | Mt. Lemmon Survey     |
| 361173 -             | 2006 LZ5                 | 3 giugno 2006     | Mt. Lemmon Survey     |
| 361174 -             | 2006 OF8                 | 20 luglio 2006    | NEAT                  |
| 361175 -             | 2006 OV19                | 20 luglio 2006    | Siding Spring Survey  |
| 361176 -             | 2006 PF6                 | 5 novembre 1999   | Spacewatch            |
| 361177 -             | 2006 PC16                | 15 agosto 2006    | NEAT                  |
| 361178 -             | 2006 PH18                | 12 agosto 2006    | NEAT                  |
| 361179 -             | 2006 PJ25                | 13 agosto 2006    | NEAT                  |
| 361180 -             | 2006 QK3                 | 17 agosto 2006    | NEAT                  |
| 361181 -             | 2006 QL24                | 17 agosto 2006    | NEAT                  |
| 361182 -             | 2006 QV32                | 22 agosto 2006    | NEAT                  |
| 361183 Tandon        | 2006 QB34                | 24 agosto 2006    | Pises                 |
| 361184 -             | 2006 QM38                | 18 agosto 2006    | LINEAR                |
| 361185 -             | 2006 QP38                | 18 agosto 2006    | LONEOS                |
| 361186 -             | 2006 QE41                | 17 agosto 2006    | NEAT                  |
| 361187 -             | 2006 QW70                | 21 agosto 2006    | Spacewatch            |
| 361188 -             | 2006 QD86                | 27 agosto 2006    | Spacewatch            |
| 361189 -             | 2006 QC133               | 23 agosto 2006    | NEAT                  |
| 361190 -             | 2006 QR136               | 29 agosto 2006    | CSS                   |
| 361191 -             | 2006 QF169               | 30 agosto 2006    | LONEOS                |
| 361192 -             | 2006 QZ178               | 21 agosto 2006    | Spacewatch            |
| 361193 Cheungtaklung | 2006 QW184               | 29 agosto 2006    | Lin, H.-C., Ye, Q.-z. |
| 361194 -             | 2006 RK4                 | 12 settembre 2006 | CSS                   |
| 361195 -             | 2006 RM5                 | 14 settembre 2006 | CSS                   |
| 361196 -             | 2006 RX17                | 14 settembre 2006 | NEAT                  |
| 361197 -             | 2006 RN18                | 14 settembre 2006 | CSS                   |
| 361198 -             | 2006 RQ19                | 14 settembre 2006 | NEAT                  |
| 361199 -             | 2006 RR23                | 13 settembre 2006 | NEAT                  |
| 361200 -             | 2006 RU25                | 14 settembre 2006 | Spacewatch            |

## 361201-361300
| Nome          | Designazione provvisoria | Data di scoperta  | Scopritore                  |
| ------------- | ------------------------ | ----------------- | --------------------------- |
| 361201 -      | 2006 RQ32                | 15 settembre 2006 | Spacewatch                  |
| 361202 -      | 2006 RZ33                | 12 settembre 2006 | CSS                         |
| 361203 -      | 2006 RE39                | 14 settembre 2006 | CSS                         |
| 361204 -      | 2006 RX45                | 14 settembre 2006 | Spacewatch                  |
| 361205 -      | 2006 RA75                | 15 settembre 2006 | Spacewatch                  |
| 361206 -      | 2006 RF78                | 15 settembre 2006 | Spacewatch                  |
| 361207 -      | 2006 RZ85                | 15 settembre 2006 | Spacewatch                  |
| 361208 -      | 2006 RK89                | 15 settembre 2006 | Spacewatch                  |
| 361209 -      | 2006 RH91                | 15 settembre 2006 | Spacewatch                  |
| 361210 -      | 2006 RN94                | 15 settembre 2006 | Spacewatch                  |
| 361211 -      | 2006 RR95                | 15 settembre 2006 | Spacewatch                  |
| 361212 -      | 2006 SK1                 | 16 settembre 2006 | Spacewatch                  |
| 361213 -      | 2006 SA12                | 16 settembre 2006 | CSS                         |
| 361214 -      | 2006 SO18                | 17 settembre 2006 | Spacewatch                  |
| 361215 -      | 2006 SM32                | 17 settembre 2006 | Spacewatch                  |
| 361216 -      | 2006 SY39                | 18 settembre 2006 | CSS                         |
| 361217 -      | 2006 SL44                | 17 settembre 2006 | CSS                         |
| 361218 -      | 2006 SL50                | 16 settembre 2006 | CSS                         |
| 361219 -      | 2006 SW70                | 19 settembre 2006 | Spacewatch                  |
| 361220 -      | 2006 SD87                | 18 settembre 2006 | Spacewatch                  |
| 361221 -      | 2006 SU88                | 18 settembre 2006 | Spacewatch                  |
| 361222 -      | 2006 SB96                | 18 settembre 2006 | Spacewatch                  |
| 361223 -      | 2006 SS98                | 18 settembre 2006 | Spacewatch                  |
| 361224 -      | 2006 SH99                | 18 settembre 2006 | Spacewatch                  |
| 361225 -      | 2006 SW106               | 19 settembre 2006 | Spacewatch                  |
| 361226 -      | 2006 SA108               | 19 settembre 2006 | LONEOS                      |
| 361227 -      | 2006 SG113               | 23 settembre 2006 | Spacewatch                  |
| 361228 -      | 2006 SH124               | 19 settembre 2006 | CSS                         |
| 361229 -      | 2006 SB127               | 22 settembre 2006 | CSS                         |
| 361230 -      | 2006 SB133               | 16 settembre 2006 | CSS                         |
| 361231 -      | 2006 ST152               | 19 settembre 2006 | Spacewatch                  |
| 361232 -      | 2006 SL165               | 25 settembre 2006 | Spacewatch                  |
| 361233 -      | 2006 SF167               | 25 settembre 2006 | Spacewatch                  |
| 361234 -      | 2006 SO170               | 25 settembre 2006 | Spacewatch                  |
| 361235 -      | 2006 SG179               | 25 settembre 2006 | Spacewatch                  |
| 361236 -      | 2006 SM184               | 25 settembre 2006 | Spacewatch                  |
| 361237 -      | 2006 SZ196               | 26 settembre 2006 | Mt. Lemmon Survey           |
| 361238 -      | 2006 SO207               | 25 settembre 2006 | Spacewatch                  |
| 361239 -      | 2006 SQ212               | 26 settembre 2006 | Spacewatch                  |
| 361240 -      | 2006 SR223               | 25 settembre 2006 | Spacewatch                  |
| 361241 -      | 2006 SG229               | 18 settembre 2006 | CSS                         |
| 361242 -      | 2006 SV232               | 26 settembre 2006 | Spacewatch                  |
| 361243 -      | 2006 SX249               | 26 settembre 2006 | Spacewatch                  |
| 361244 -      | 2006 SO252               | 26 settembre 2006 | Spacewatch                  |
| 361245 -      | 2006 SB260               | 26 settembre 2006 | Spacewatch                  |
| 361246 -      | 2006 SE260               | 26 settembre 2006 | Spacewatch                  |
| 361247 -      | 2006 SC262               | 26 settembre 2006 | Mt. Lemmon Survey           |
| 361248 -      | 2006 SE263               | 26 settembre 2006 | Spacewatch                  |
| 361249 -      | 2006 SY263               | 26 settembre 2006 | Spacewatch                  |
| 361250 -      | 2006 SV273               | 27 settembre 2006 | Mt. Lemmon Survey           |
| 361251 -      | 2006 SY273               | 27 settembre 2006 | Mt. Lemmon Survey           |
| 361252 -      | 2006 SJ279               | 28 settembre 2006 | Spacewatch                  |
| 361253 -      | 2006 SA301               | 26 settembre 2006 | Mt. Lemmon Survey           |
| 361254 -      | 2006 SN316               | 27 settembre 2006 | Spacewatch                  |
| 361255 -      | 2006 SY317               | 27 settembre 2006 | Spacewatch                  |
| 361256 -      | 2006 SK318               | 27 settembre 2006 | Spacewatch                  |
| 361257 -      | 2006 SS322               | 27 settembre 2006 | Spacewatch                  |
| 361258 -      | 2006 SY327               | 27 settembre 2006 | Spacewatch                  |
| 361259 -      | 2006 SS335               | 28 settembre 2006 | Spacewatch                  |
| 361260 -      | 2006 SG342               | 28 settembre 2006 | Spacewatch                  |
| 361261 -      | 2006 SS353               | 30 settembre 2006 | CSS                         |
| 361262 -      | 2006 SE357               | 30 settembre 2006 | CSS                         |
| 361263 -      | 2006 SD366               | 30 settembre 2006 | CSS                         |
| 361264 -      | 2006 SB370               | 18 settembre 2006 | OAM                         |
| 361265 -      | 2006 SS372               | 23 settembre 2006 | Cernis, K., Zdanavicius, J. |
| 361266 -      | 2006 SA376               | 17 settembre 2006 | Becker, A. C.               |
| 361267 ʻIʻiwi | 2006 SV395               | 17 settembre 2006 | Masiero, J.                 |
| 361268 -      | 2006 SU398               | 17 settembre 2006 | Spacewatch                  |
| 361269 -      | 2006 SR399               | 18 settembre 2006 | CSS                         |
| 361270 -      | 2006 SD404               | 30 settembre 2006 | Mt. Lemmon Survey           |
| 361271 -      | 2006 SK405               | 17 settembre 2006 | Spacewatch                  |
| 361272 -      | 2006 SD407               | 18 settembre 2006 | CSS                         |
| 361273 -      | 2006 SV407               | 25 settembre 2006 | Mt. Lemmon Survey           |
| 361274 -      | 2006 SQ411               | 18 settembre 2006 | CSS                         |
| 361275 -      | 2006 TC4                 | 2 ottobre 2006    | Mt. Lemmon Survey           |
| 361276 -      | 2006 TA12                | 3 ottobre 2006    | Spacewatch                  |
| 361277 -      | 2006 TX12                | 28 settembre 2006 | CSS                         |
| 361278 -      | 2006 TD18                | 11 ottobre 2006   | Spacewatch                  |
| 361279 -      | 2006 TV18                | 11 ottobre 2006   | Spacewatch                  |
| 361280 -      | 2006 TC19                | 11 ottobre 2006   | Spacewatch                  |
| 361281 -      | 2006 TR29                | 12 ottobre 2006   | Spacewatch                  |
| 361282 -      | 2006 TC31                | 12 ottobre 2006   | Spacewatch                  |
| 361283 -      | 2006 TP31                | 12 ottobre 2006   | Spacewatch                  |
| 361284 -      | 2006 TS34                | 12 ottobre 2006   | Spacewatch                  |
| 361285 -      | 2006 TY34                | 12 ottobre 2006   | Spacewatch                  |
| 361286 -      | 2006 TB35                | 12 ottobre 2006   | Spacewatch                  |
| 361287 -      | 2006 TX35                | 12 ottobre 2006   | Spacewatch                  |
| 361288 -      | 2006 TL40                | 12 ottobre 2006   | Spacewatch                  |
| 361289 -      | 2006 TV41                | 12 ottobre 2006   | Spacewatch                  |
| 361290 -      | 2006 TQ47                | 12 ottobre 2006   | Spacewatch                  |
| 361291 -      | 2006 TW47                | 12 ottobre 2006   | Spacewatch                  |
| 361292 -      | 2006 TA49                | 12 ottobre 2006   | NEAT                        |
| 361293 -      | 2006 TV52                | 12 ottobre 2006   | Spacewatch                  |
| 361294 -      | 2006 TN55                | 12 ottobre 2006   | NEAT                        |
| 361295 -      | 2006 TY57                | 15 ottobre 2006   | CSS                         |
| 361296 -      | 2006 TX58                | 13 ottobre 2006   | Spacewatch                  |
| 361297 -      | 2006 TL63                | 10 ottobre 2006   | NEAT                        |
| 361298 -      | 2006 TN78                | 12 ottobre 2006   | Spacewatch                  |
| 361299 -      | 2006 TX79                | 13 ottobre 2006   | Spacewatch                  |
| 361300 -      | 2006 TM80                | 13 ottobre 2006   | Spacewatch                  |

## 361301-361400
| Nome     | Designazione provvisoria | Data di scoperta  | Scopritore           |
| -------- | ------------------------ | ----------------- | -------------------- |
| 361301 - | 2006 TF91                | 13 ottobre 2006   | Spacewatch           |
| 361302 - | 2006 TZ100               | 15 ottobre 2006   | Spacewatch           |
| 361303 - | 2006 TB104               | 15 ottobre 2006   | Spacewatch           |
| 361304 - | 2006 TV108               | 12 ottobre 2006   | Siding Spring Survey |
| 361305 - | 2006 TH121               | 12 ottobre 2006   | Becker, A. C.        |
| 361306 - | 2006 TM122               | 4 ottobre 2006    | Mt. Lemmon Survey    |
| 361307 - | 2006 TW123               | 2 ottobre 2006    | Mt. Lemmon Survey    |
| 361308 - | 2006 UV                  | 16 ottobre 2006   | Ries, W.             |
| 361309 - | 2006 UW4                 | 16 ottobre 2006   | Spacewatch           |
| 361310 - | 2006 UO5                 | 16 ottobre 2006   | CSS                  |
| 361311 - | 2006 UT6                 | 16 ottobre 2006   | CSS                  |
| 361312 - | 2006 UG10                | 17 ottobre 2006   | Spacewatch           |
| 361313 - | 2006 UX17                | 16 ottobre 2006   | CSS                  |
| 361314 - | 2006 UZ19                | 16 ottobre 2006   | Spacewatch           |
| 361315 - | 2006 UJ25                | 16 ottobre 2006   | Spacewatch           |
| 361316 - | 2006 UH28                | 16 ottobre 2006   | Spacewatch           |
| 361317 - | 2006 UC31                | 16 ottobre 2006   | Spacewatch           |
| 361318 - | 2006 UU31                | 27 settembre 2006 | Mt. Lemmon Survey    |
| 361319 - | 2006 UG34                | 16 ottobre 2006   | Spacewatch           |
| 361320 - | 2006 UL35                | 30 settembre 2006 | CSS                  |
| 361321 - | 2006 UU35                | 16 ottobre 2006   | Spacewatch           |
| 361322 - | 2006 UR38                | 16 ottobre 2006   | Spacewatch           |
| 361323 - | 2006 UK42                | 16 ottobre 2006   | Spacewatch           |
| 361324 - | 2006 UU42                | 16 ottobre 2006   | Spacewatch           |
| 361325 - | 2006 UE50                | 17 ottobre 2006   | Spacewatch           |
| 361326 - | 2006 UL52                | 17 ottobre 2006   | Mt. Lemmon Survey    |
| 361327 - | 2006 UX57                | 18 ottobre 2006   | Spacewatch           |
| 361328 - | 2006 UK59                | 19 ottobre 2006   | Spacewatch           |
| 361329 - | 2006 UU61                | 17 ottobre 2006   | Andrushivka          |
| 361330 - | 2006 UJ65                | 16 ottobre 2006   | Spacewatch           |
| 361331 - | 2006 UC66                | 17 settembre 2006 | Spacewatch           |
| 361332 - | 2006 UJ72                | 17 ottobre 2006   | Spacewatch           |
| 361333 - | 2006 UJ79                | 17 ottobre 2006   | Spacewatch           |
| 361334 - | 2006 UZ85                | 17 ottobre 2006   | Spacewatch           |
| 361335 - | 2006 UY90                | 17 ottobre 2006   | Spacewatch           |
| 361336 - | 2006 UK93                | 18 ottobre 2006   | Spacewatch           |
| 361337 - | 2006 UG95                | 2 ottobre 2006    | Mt. Lemmon Survey    |
| 361338 - | 2006 UA96                | 18 ottobre 2006   | Spacewatch           |
| 361339 - | 2006 UT100               | 18 ottobre 2006   | Spacewatch           |
| 361340 - | 2006 UT112               | 19 ottobre 2006   | Spacewatch           |
| 361341 - | 2006 UC124               | 19 ottobre 2006   | Spacewatch           |
| 361342 - | 2006 UO127               | 19 ottobre 2006   | Spacewatch           |
| 361343 - | 2006 UF133               | 19 ottobre 2006   | Spacewatch           |
| 361344 - | 2006 UQ134               | 19 ottobre 2006   | Spacewatch           |
| 361345 - | 2006 UA135               | 19 ottobre 2006   | Spacewatch           |
| 361346 - | 2006 UK154               | 21 ottobre 2006   | Mt. Lemmon Survey    |
| 361347 - | 2006 UJ157               | 19 settembre 2006 | Spacewatch           |
| 361348 - | 2006 UW168               | 21 ottobre 2006   | Mt. Lemmon Survey    |
| 361349 - | 2006 UW184               | 24 ottobre 2006   | Endate, K.           |
| 361350 - | 2006 UQ187               | 19 ottobre 2006   | CSS                  |
| 361351 - | 2006 UY197               | 20 ottobre 2006   | Spacewatch           |
| 361352 - | 2006 UH200               | 21 ottobre 2006   | Spacewatch           |
| 361353 - | 2006 UB204               | 22 ottobre 2006   | NEAT                 |
| 361354 - | 2006 UX211               | 23 ottobre 2006   | Spacewatch           |
| 361355 - | 2006 UZ211               | 23 ottobre 2006   | Spacewatch           |
| 361356 - | 2006 UX217               | 21 ottobre 2006   | Mt. Lemmon Survey    |
| 361357 - | 2006 UN218               | 30 ottobre 2006   | Nyukasa              |
| 361358 - | 2006 US219               | 16 ottobre 2006   | CSS                  |
| 361359 - | 2006 UZ223               | 19 ottobre 2006   | NEAT                 |
| 361360 - | 2006 UX225               | 20 ottobre 2006   | NEAT                 |
| 361361 - | 2006 UA238               | 23 ottobre 2006   | Spacewatch           |
| 361362 - | 2006 UE247               | 20 ottobre 2006   | Spacewatch           |
| 361363 - | 2006 UX259               | 28 ottobre 2006   | Mt. Lemmon Survey    |
| 361364 - | 2006 UJ260               | 28 ottobre 2006   | Mt. Lemmon Survey    |
| 361365 - | 2006 UR263               | 27 ottobre 2006   | Spacewatch           |
| 361366 - | 2006 UD264               | 27 ottobre 2006   | Spacewatch           |
| 361367 - | 2006 UC271               | 27 ottobre 2006   | Spacewatch           |
| 361368 - | 2006 UF275               | 28 ottobre 2006   | Spacewatch           |
| 361369 - | 2006 UB276               | 26 settembre 2006 | Mt. Lemmon Survey    |
| 361370 - | 2006 UL281               | 28 ottobre 2006   | Mt. Lemmon Survey    |
| 361371 - | 2006 UP299               | 19 ottobre 2006   | Buie, M. W.          |
| 361372 - | 2006 UL318               | 19 ottobre 2006   | Buie, M. W.          |
| 361373 - | 2006 UY332               | 21 ottobre 2006   | Becker, A. C.        |
| 361374 - | 2006 UY338               | 31 ottobre 2006   | Mt. Lemmon Survey    |
| 361375 - | 2006 VN3                 | 9 novembre 2006   | Spacewatch           |
| 361376 - | 2006 VU20                | 9 novembre 2006   | Spacewatch           |
| 361377 - | 2006 VN23                | 19 ottobre 2006   | Mt. Lemmon Survey    |
| 361378 - | 2006 VY26                | 10 novembre 2006  | Spacewatch           |
| 361379 - | 2006 VK38                | 12 novembre 2006  | Mt. Lemmon Survey    |
| 361380 - | 2006 VF39                | 12 novembre 2006  | Mt. Lemmon Survey    |
| 361381 - | 2006 VA49                | 10 novembre 2006  | Spacewatch           |
| 361382 - | 2006 VS51                | 10 novembre 2006  | Spacewatch           |
| 361383 - | 2006 VY53                | 11 novembre 2006  | Spacewatch           |
| 361384 - | 2006 VL56                | 11 novembre 2006  | Spacewatch           |
| 361385 - | 2006 VT60                | 11 novembre 2006  | Spacewatch           |
| 361386 - | 2006 VO70                | 11 novembre 2006  | Spacewatch           |
| 361387 - | 2006 VN72                | 28 ottobre 2006   | Mt. Lemmon Survey    |
| 361388 - | 2006 VD85                | 13 novembre 2006  | CSS                  |
| 361389 - | 2006 VX91                | 15 novembre 2006  | Mt. Lemmon Survey    |
| 361390 - | 2006 VY103               | 13 novembre 2006  | Spacewatch           |
| 361391 - | 2006 VL105               | 13 novembre 2006  | Spacewatch           |
| 361392 - | 2006 VF119               | 14 novembre 2006  | Mt. Lemmon Survey    |
| 361393 - | 2006 VQ121               | 14 novembre 2006  | Mt. Lemmon Survey    |
| 361394 - | 2006 VX126               | 15 novembre 2006  | Spacewatch           |
| 361395 - | 2006 VM140               | 15 novembre 2006  | Spacewatch           |
| 361396 - | 2006 VC142               | 14 novembre 2006  | Spacewatch           |
| 361397 - | 2006 WL21                | 2 novembre 2006   | Mt. Lemmon Survey    |
| 361398 - | 2006 WM27                | 17 novembre 2006  | CSS                  |
| 361399 - | 2006 WO31                | 16 novembre 2006  | Spacewatch           |
| 361400 - | 2006 WZ31                | 16 novembre 2006  | Spacewatch           |

## 361401-361500
| Nome               | Designazione provvisoria | Data di scoperta | Scopritore        |
| ------------------ | ------------------------ | ---------------- | ----------------- |
| 361401 -           | 2006 WL37                | 16 novembre 2006 | Spacewatch        |
| 361402 -           | 2006 WQ37                | 16 novembre 2006 | Spacewatch        |
| 361403 -           | 2006 WK38                | 16 marzo 2004    | Spacewatch        |
| 361404 -           | 2006 WJ66                | 17 novembre 2006 | Mt. Lemmon Survey |
| 361405 -           | 2006 WC69                | 17 novembre 2006 | Spacewatch        |
| 361406 -           | 2006 WZ75                | 18 novembre 2006 | Spacewatch        |
| 361407 -           | 2006 WL86                | 18 novembre 2006 | LINEAR            |
| 361408 -           | 2006 WC94                | 19 novembre 2006 | Spacewatch        |
| 361409 -           | 2006 WK99                | 19 novembre 2006 | Spacewatch        |
| 361410 -           | 2006 WN104               | 31 ottobre 2006  | Mt. Lemmon Survey |
| 361411 -           | 2006 WO106               | 19 novembre 2006 | Spacewatch        |
| 361412 -           | 2006 WY123               | 22 novembre 2006 | Spacewatch        |
| 361413 -           | 2006 WQ130               | 17 novembre 2006 | CSS               |
| 361414 -           | 2006 WD141               | 20 novembre 2006 | Spacewatch        |
| 361415 -           | 2006 WN152               | 21 novembre 2006 | Mt. Lemmon Survey |
| 361416 -           | 2006 WE161               | 23 novembre 2006 | Spacewatch        |
| 361417 -           | 2006 WQ163               | 23 novembre 2006 | Spacewatch        |
| 361418 -           | 2006 WB165               | 23 novembre 2006 | Spacewatch        |
| 361419 -           | 2006 WR175               | 23 novembre 2006 | Mt. Lemmon Survey |
| 361420 -           | 2006 WE181               | 24 novembre 2006 | Mt. Lemmon Survey |
| 361421 -           | 2006 WL183               | 17 novembre 2006 | Spacewatch        |
| 361422 -           | 2006 XS3                 | 12 dicembre 2006 | NEAT              |
| 361423 -           | 2006 XC7                 | 9 dicembre 2006  | Spacewatch        |
| 361424 -           | 2006 XJ8                 | 9 dicembre 2006  | Spacewatch        |
| 361425 -           | 2006 XU18                | 11 dicembre 2006 | LINEAR            |
| 361426 -           | 2006 XZ27                | 13 dicembre 2006 | Mt. Lemmon Survey |
| 361427 -           | 2006 XK28                | 13 dicembre 2006 | Mt. Lemmon Survey |
| 361428 -           | 2006 XD56                | 13 dicembre 2006 | Mt. Lemmon Survey |
| 361429 -           | 2006 YQ2                 | 21 dicembre 2006 | Mt. Lemmon Survey |
| 361430 -           | 2006 YU16                | 21 dicembre 2006 | Mt. Lemmon Survey |
| 361431 -           | 2006 YP18                | 23 dicembre 2006 | CSS               |
| 361432 -           | 2006 YE25                | 21 dicembre 2006 | Spacewatch        |
| 361433 -           | 2006 YO53                | 24 dicembre 2006 | Spacewatch        |
| 361434 -           | 2007 AS8                 | 10 gennaio 2007  | Nyukasa           |
| 361435 -           | 2007 AY8                 | 10 gennaio 2007  | Spacewatch        |
| 361436 -           | 2007 AT17                | 15 gennaio 2007  | LONEOS            |
| 361437 -           | 2007 AQ20                | 10 gennaio 2007  | Spacewatch        |
| 361438 -           | 2007 AJ21                | 10 gennaio 2007  | Mt. Lemmon Survey |
| 361439 -           | 2007 BP2                 | 17 gennaio 2007  | Spacewatch        |
| 361440 -           | 2007 BN13                | 17 gennaio 2007  | Spacewatch        |
| 361441 -           | 2007 BA14                | 17 gennaio 2007  | Spacewatch        |
| 361442 -           | 2007 BX15                | 17 gennaio 2007  | Spacewatch        |
| 361443 -           | 2007 BL24                | 24 gennaio 2007  | Mt. Lemmon Survey |
| 361444 -           | 2007 BG30                | 24 gennaio 2007  | CSS               |
| 361445 -           | 2007 BA40                | 24 gennaio 2007  | Mt. Lemmon Survey |
| 361446 -           | 2007 BC48                | 17 gennaio 2007  | Spacewatch        |
| 361447 -           | 2007 BD66                | 27 gennaio 2007  | Mt. Lemmon Survey |
| 361448 -           | 2007 BB71                | 28 gennaio 2007  | Mt. Lemmon Survey |
| 361449 -           | 2007 BD71                | 28 gennaio 2007  | Mt. Lemmon Survey |
| 361450 Houellebecq | 2007 BM73                | 21 gennaio 2007  | Merlin, J.-C.     |
| 361451 -           | 2007 BD79                | 27 gennaio 2007  | Spacewatch        |
| 361452 -           | 2007 BF102               | 28 gennaio 2007  | CSS               |
| 361453 -           | 2007 CE5                 | 27 dicembre 2006 | Mt. Lemmon Survey |
| 361454 -           | 2007 CF5                 | 6 febbraio 2007  | Spacewatch        |
| 361455 -           | 2007 CQ18                | 8 febbraio 2007  | Mt. Lemmon Survey |
| 361456 -           | 2007 CN19                | 6 febbraio 2007  | Mt. Lemmon Survey |
| 361457 -           | 2007 CG27                | 5 febbraio 2007  | NEAT              |
| 361458 -           | 2007 CY27                | 6 febbraio 2007  | Spacewatch        |
| 361459 -           | 2007 CO33                | 6 febbraio 2007  | Mt. Lemmon Survey |
| 361460 -           | 2007 CP33                | 6 febbraio 2007  | Mt. Lemmon Survey |
| 361461 -           | 2007 CK44                | 22 novembre 2006 | Mt. Lemmon Survey |
| 361462 -           | 2007 CQ47                | 10 febbraio 2007 | CSS               |
| 361463 -           | 2007 CC60                | 10 febbraio 2007 | CSS               |
| 361464 -           | 2007 CC63                | 15 febbraio 2007 | NEAT              |
| 361465 -           | 2007 CZ71                | 14 febbraio 2007 | Mauna Kea         |
| 361466 -           | 2007 DV14                | 17 febbraio 2007 | Spacewatch        |
| 361467 -           | 2007 DJ26                | 17 febbraio 2007 | Spacewatch        |
| 361468 -           | 2007 DO28                | 17 febbraio 2007 | Spacewatch        |
| 361469 -           | 2007 DD29                | 17 febbraio 2007 | Spacewatch        |
| 361470 -           | 2007 DF31                | 21 novembre 2006 | Mt. Lemmon Survey |
| 361471 -           | 2007 DK39                | 17 febbraio 2007 | Spacewatch        |
| 361472 -           | 2007 DM43                | 1º novembre 2006 | Mt. Lemmon Survey |
| 361473 -           | 2007 DD44                | 17 febbraio 2007 | Mt. Lemmon Survey |
| 361474 -           | 2007 DZ48                | 21 febbraio 2007 | Mt. Lemmon Survey |
| 361475 -           | 2007 DW49                | 21 aprile 2002   | NEAT              |
| 361476 -           | 2007 DR52                | 19 febbraio 2007 | Mt. Lemmon Survey |
| 361477 -           | 2007 DB55                | 21 febbraio 2007 | LINEAR            |
| 361478 -           | 2007 DF70                | 21 febbraio 2007 | Spacewatch        |
| 361479 -           | 2007 DO79                | 28 gennaio 2007  | CSS               |
| 361480 -           | 2007 DY82                | 23 febbraio 2007 | Mt. Lemmon Survey |
| 361481 -           | 2007 DW85                | 21 febbraio 2007 | Mt. Lemmon Survey |
| 361482 -           | 2007 DP86                | 23 febbraio 2007 | Mt. Lemmon Survey |
| 361483 -           | 2007 DG87                | 23 febbraio 2007 | Spacewatch        |
| 361484 -           | 2007 DR92                | 23 febbraio 2007 | Spacewatch        |
| 361485 -           | 2007 DH98                | 25 febbraio 2007 | Mt. Lemmon Survey |
| 361486 -           | 2007 DO99                | 25 febbraio 2007 | Mt. Lemmon Survey |
| 361487 -           | 2007 DG103               | 21 febbraio 2007 | Buie, M. W.       |
| 361488 -           | 2007 DH110               | 17 febbraio 2007 | Mt. Lemmon Survey |
| 361489 -           | 2007 DK112               | 25 febbraio 2007 | Mt. Lemmon Survey |
| 361490 -           | 2007 DT116               | 17 febbraio 2007 | CSS               |
| 361491 -           | 2007 DP117               | 27 febbraio 2007 | Spacewatch        |
| 361492 -           | 2007 EA12                | 26 febbraio 2007 | Mt. Lemmon Survey |
| 361493 -           | 2007 ET12                | 9 marzo 2007     | CSS               |
| 361494 -           | 2007 EU18                | 14 agosto 2004   | Wasserman, L. H.  |
| 361495 -           | 2007 EN28                | 9 marzo 2007     | NEAT              |
| 361496 -           | 2007 EH31                | 10 marzo 2007    | Spacewatch        |
| 361497 -           | 2007 EM31                | 10 marzo 2007    | Spacewatch        |
| 361498 -           | 2007 EZ37                | 11 marzo 2007    | Mt. Lemmon Survey |
| 361499 -           | 2007 EH60                | 10 marzo 2007    | NEAT              |
| 361500 -           | 2007 ER75                | 10 marzo 2007    | Spacewatch        |

## 361501-361600
| Nome                   | Designazione provvisoria | Data di scoperta  | Scopritore           |
| ---------------------- | ------------------------ | ----------------- | -------------------- |
| 361501 -               | 2007 EF78                | 10 marzo 2007     | Mt. Lemmon Survey    |
| 361502 -               | 2007 ES91                | 25 ottobre 2005   | Spacewatch           |
| 361503 -               | 2007 EO104               | 11 marzo 2007     | Mt. Lemmon Survey    |
| 361504 -               | 2007 EK110               | 11 marzo 2007     | Spacewatch           |
| 361505 -               | 2007 EO114               | 13 marzo 2007     | CSS                  |
| 361506 -               | 2007 EK126               | 9 marzo 2007      | Spacewatch           |
| 361507 -               | 2007 EB136               | 10 marzo 2007     | Mt. Lemmon Survey    |
| 361508 -               | 2007 EX136               | 10 marzo 2007     | CSS                  |
| 361509 -               | 2007 EP145               | 26 febbraio 2007  | Mt. Lemmon Survey    |
| 361510 -               | 2007 ET157               | 24 dicembre 2006  | Mt. Lemmon Survey    |
| 361511 -               | 2007 EZ181               | 14 marzo 2007     | Spacewatch           |
| 361512 -               | 2007 EE200               | 11 marzo 2007     | Spacewatch           |
| 361513 -               | 2007 ER202               | 9 marzo 2007      | CSS                  |
| 361514 -               | 2007 EA212               | 28 novembre 2006  | Spacewatch           |
| 361515 -               | 2007 EJ216               | 13 marzo 2007     | CSS                  |
| 361516 -               | 2007 EO220               | 15 marzo 2007     | Spacewatch           |
| 361517 -               | 2007 EZ220               | 13 marzo 2007     | Spacewatch           |
| 361518 -               | 2007 FD                  | 16 marzo 2007     | Spacewatch           |
| 361519 -               | 2007 FO1                 | 17 gennaio 2007   | NEAT                 |
| 361520 -               | 2007 FE12                | 17 marzo 2007     | LONEOS               |
| 361521 -               | 2007 FG20                | 25 marzo 2007     | Ferrando, R.         |
| 361522 -               | 2007 FR24                | 20 marzo 2007     | Mt. Lemmon Survey    |
| 361523 -               | 2007 FN34                | 25 marzo 2007     | Ries, W.             |
| 361524 Klimka          | 2007 FN35                | 24 marzo 2007     | Moletai              |
| 361525 -               | 2007 FO42                | 17 marzo 2007     | CSS                  |
| 361526 -               | 2007 FG46                | 26 marzo 2007     | Spacewatch           |
| 361527 -               | 2007 GL30                | 14 aprile 2007    | Mt. Lemmon Survey    |
| 361528 -               | 2007 GK35                | 14 aprile 2007    | Spacewatch           |
| 361529 -               | 2007 GT51                | 15 aprile 2007    | Spacewatch           |
| 361530 Victorfranzhess | 2007 HN16                | 22 aprile 2007    | Gierlinger, R.       |
| 361531 -               | 2007 HQ16                | 17 febbraio 2007  | Mt. Lemmon Survey    |
| 361532 -               | 2007 HF44                | 22 aprile 2007    | Mt. Lemmon Survey    |
| 361533 -               | 2007 HM68                | 15 aprile 2007    | CSS                  |
| 361534 -               | 2007 HD88                | 19 aprile 2007    | Mt. Lemmon Survey    |
| 361535 -               | 2007 HY94                | 16 aprile 2007    | CSS                  |
| 361536 -               | 2007 JE7                 | 9 maggio 2007     | Mt. Lemmon Survey    |
| 361537 -               | 2007 JH16                | 11 maggio 2007    | CSS                  |
| 361538 -               | 2007 JZ20                | 11 maggio 2007    | LINEAR               |
| 361539 -               | 2007 KN3                 | 23 maggio 2007    | Mt. Lemmon Survey    |
| 361540 -               | 2007 PP7                 | 9 agosto 2007     | BATTeRS              |
| 361541 -               | 2007 PF9                 | 24 settembre 2000 | LINEAR               |
| 361542 -               | 2007 PL24                | 12 agosto 2007    | LINEAR               |
| 361543 -               | 2007 PQ24                | 12 agosto 2007    | LINEAR               |
| 361544 -               | 2007 PA27                | 7 agosto 2007     | Palomar              |
| 361545 -               | 2007 PS27                | 8 agosto 2007     | Siding Spring Survey |
| 361546 -               | 2007 PP35                | 10 agosto 2007    | Spacewatch           |
| 361547 -               | 2007 PM37                | 13 agosto 2007    | LINEAR               |
| 361548 -               | 2007 PS42                | 15 agosto 2007    | LINEAR               |
| 361549 -               | 2007 PL50                | 8 agosto 2007     | LINEAR               |
| 361550 -               | 2007 QF6                 | 21 agosto 2007    | LONEOS               |
| 361551 -               | 2007 QN7                 | 21 agosto 2007    | LONEOS               |
| 361552 -               | 2007 QJ8                 | 21 agosto 2007    | LONEOS               |
| 361553 -               | 2007 QM10                | 23 agosto 2007    | Spacewatch           |
| 361554 -               | 2007 QT13                | 21 agosto 2007    | LONEOS               |
| 361555 -               | 2007 QP16                | 21 agosto 2007    | LONEOS               |
| 361556 -               | 2007 RJ                  | 1º settembre 2007 | Chante-Perdrix       |
| 361557 -               | 2007 RS2                 | 2 settembre 2007  | Mt. Lemmon Survey    |
| 361558 -               | 2007 RM4                 | 3 settembre 2007  | CSS                  |
| 361559 -               | 2007 RD10                | 2 settembre 2007  | Mt. Lemmon Survey    |
| 361560 -               | 2007 RX14                | 11 settembre 2007 | Chante-Perdrix       |
| 361561 -               | 2007 RH37                | 8 settembre 2007  | LONEOS               |
| 361562 -               | 2007 RN41                | 9 settembre 2007  | LONEOS               |
| 361563 -               | 2007 RZ50                | 9 settembre 2007  | Spacewatch           |
| 361564 -               | 2007 RP53                | 9 settembre 2007  | Spacewatch           |
| 361565 -               | 2007 RB55                | 9 settembre 2007  | Spacewatch           |
| 361566 -               | 2007 RH84                | 10 settembre 2007 | Spacewatch           |
| 361567 -               | 2007 RF92                | 10 settembre 2007 | Mt. Lemmon Survey    |
| 361568 -               | 2007 RL93                | 10 settembre 2007 | Spacewatch           |
| 361569 -               | 2007 RJ97                | 2 febbraio 2000   | LINEAR               |
| 361570 -               | 2007 RM98                | 10 settembre 2007 | Spacewatch           |
| 361571 -               | 2007 RP98                | 10 settembre 2007 | Spacewatch           |
| 361572 -               | 2007 RG128               | 12 settembre 2007 | Mt. Lemmon Survey    |
| 361573 -               | 2007 RB137               | 14 settembre 2007 | Mt. Lemmon Survey    |
| 361574 -               | 2007 RO142               | 13 settembre 2007 | LINEAR               |
| 361575 -               | 2007 RO143               | 14 settembre 2007 | LINEAR               |
| 361576 -               | 2007 RQ148               | 12 settembre 2007 | CSS                  |
| 361577 -               | 2007 RF166               | 24 agosto 2007    | Spacewatch           |
| 361578 -               | 2007 RS174               | 2 aprile 2006     | Spacewatch           |
| 361579 -               | 2007 RY174               | 10 settembre 2007 | Spacewatch           |
| 361580 -               | 2007 RW184               | 13 settembre 2007 | CSS                  |
| 361581 -               | 2007 RE208               | 10 settembre 2007 | Spacewatch           |
| 361582 -               | 2007 RS208               | 10 settembre 2007 | Spacewatch           |
| 361583 -               | 2007 RF228               | 10 settembre 2007 | Mt. Lemmon Survey    |
| 361584 -               | 2007 RA233               | 12 settembre 2007 | CSS                  |
| 361585 -               | 2007 RT238               | 14 settembre 2007 | CSS                  |
| 361586 -               | 2007 RB240               | 14 settembre 2007 | CSS                  |
| 361587 -               | 2007 RS240               | 10 settembre 2007 | CSS                  |
| 361588 -               | 2007 RU242               | 15 settembre 2007 | LINEAR               |
| 361589 -               | 2007 RB244               | 15 settembre 2007 | LINEAR               |
| 361590 -               | 2007 RJ245               | 11 settembre 2007 | Spacewatch           |
| 361591 -               | 2007 RX247               | 13 settembre 2007 | CSS                  |
| 361592 -               | 2007 RO260               | 14 settembre 2007 | Mt. Lemmon Survey    |
| 361593 -               | 2007 RE277               | 5 settembre 2007  | CSS                  |
| 361594 -               | 2007 RM288               | 12 settembre 2007 | Mt. Lemmon Survey    |
| 361595 -               | 2007 RR289               | 12 settembre 2007 | Mt. Lemmon Survey    |
| 361596 -               | 2007 RY290               | 10 settembre 2007 | Mt. Lemmon Survey    |
| 361597 -               | 2007 RH293               | 13 settembre 2007 | Mt. Lemmon Survey    |
| 361598 -               | 2007 RH295               | 14 settembre 2007 | Mt. Lemmon Survey    |
| 361599 -               | 2007 RQ311               | 2 settembre 2007  | CSS                  |
| 361600 -               | 2007 RU316               | 9 settembre 2007  | Spacewatch           |

## 361601-361700
| Nome                  | Designazione provvisoria | Data di scoperta  | Scopritore             |
| --------------------- | ------------------------ | ----------------- | ---------------------- |
| 361601 -              | 2007 RY323               | 12 settembre 2007 | Mt. Lemmon Survey      |
| 361602 -              | 2007 RX324               | 13 settembre 2007 | Spacewatch             |
| 361603 -              | 2007 RJ325               | 14 settembre 2007 | Mt. Lemmon Survey      |
| 361604 -              | 2007 SK4                 | 20 settembre 2007 | CSS                    |
| 361605 -              | 2007 SU17                | 30 settembre 2007 | Spacewatch             |
| 361606 -              | 2007 SS23                | 26 settembre 2007 | Mt. Lemmon Survey      |
| 361607 -              | 2007 SY23                | 24 settembre 2007 | LINEAR                 |
| 361608 -              | 2007 TK3                 | 3 ottobre 2007    | Molnar, L. A.          |
| 361609 -              | 2007 TS7                 | 7 ottobre 2007    | Chante-Perdrix         |
| 361610 -              | 2007 TH18                | 20 settembre 2007 | Spacewatch             |
| 361611 -              | 2007 TY18                | 9 ottobre 2007    | Spacewatch             |
| 361612 -              | 2007 TO30                | 4 ottobre 2007    | Spacewatch             |
| 361613 -              | 2007 TZ44                | 13 settembre 2007 | Mt. Lemmon Survey      |
| 361614 -              | 2007 TO47                | 4 ottobre 2007    | Spacewatch             |
| 361615 -              | 2007 TT55                | 4 ottobre 2007    | Spacewatch             |
| 361616 -              | 2007 TS64                | 7 ottobre 2007    | Mt. Lemmon Survey      |
| 361617 -              | 2007 TD75                | 3 ottobre 2007    | PMO NEO Survey Program |
| 361618 -              | 2007 TG76                | 5 ottobre 2007    | Spacewatch             |
| 361619 -              | 2007 TJ80                | 7 ottobre 2007    | CSS                    |
| 361620 -              | 2007 TK82                | 8 ottobre 2007    | Mt. Lemmon Survey      |
| 361621 -              | 2007 TZ86                | 8 ottobre 2007    | Mt. Lemmon Survey      |
| 361622 -              | 2007 TB92                | 4 ottobre 2007    | PMO NEO Survey Program |
| 361623 -              | 2007 TD114               | 8 ottobre 2007    | CSS                    |
| 361624 -              | 2007 TN114               | 8 ottobre 2007    | CSS                    |
| 361625 -              | 2007 TP142               | 13 ottobre 2007   | Chante-Perdrix         |
| 361626 -              | 2007 TP145               | 6 ottobre 2007    | LINEAR                 |
| 361627 -              | 2007 TG148               | 7 ottobre 2007    | LINEAR                 |
| 361628 -              | 2007 TO157               | 9 ottobre 2007    | LINEAR                 |
| 361629 -              | 2007 TD164               | 11 ottobre 2007   | LINEAR                 |
| 361630 -              | 2007 TF175               | 4 ottobre 2007    | Spacewatch             |
| 361631 -              | 2007 TL176               | 5 ottobre 2007    | Spacewatch             |
| 361632 -              | 2007 TE181               | 8 ottobre 2007    | LONEOS                 |
| 361633 -              | 2007 TP182               | 8 ottobre 2007    | LONEOS                 |
| 361634 -              | 2007 TY185               | 13 ottobre 2007   | LINEAR                 |
| 361635 -              | 2007 TF200               | 8 ottobre 2007    | Spacewatch             |
| 361636 -              | 2007 TP212               | 7 ottobre 2007    | Spacewatch             |
| 361637 -              | 2007 TP217               | 7 ottobre 2007    | Spacewatch             |
| 361638 -              | 2007 TX218               | 10 settembre 2007 | Mt. Lemmon Survey      |
| 361639 -              | 2007 TO243               | 8 ottobre 2007    | CSS                    |
| 361640 -              | 2007 TH244               | 8 ottobre 2007    | CSS                    |
| 361641 -              | 2007 TR251               | 11 ottobre 2007   | Mt. Lemmon Survey      |
| 361642 -              | 2007 TE256               | 10 ottobre 2007   | Spacewatch             |
| 361643 -              | 2007 TB260               | 10 ottobre 2007   | Mt. Lemmon Survey      |
| 361644 -              | 2007 TH299               | 12 ottobre 2007   | Spacewatch             |
| 361645 -              | 2007 TE301               | 12 ottobre 2007   | Spacewatch             |
| 361646 -              | 2007 TU303               | 12 ottobre 2007   | LONEOS                 |
| 361647 -              | 2007 TJ316               | 12 ottobre 2007   | Spacewatch             |
| 361648 -              | 2007 TZ317               | 12 ottobre 2007   | Spacewatch             |
| 361649 -              | 2007 TO318               | 14 settembre 2007 | Mt. Lemmon Survey      |
| 361650 -              | 2007 TR320               | 13 ottobre 2007   | CSS                    |
| 361651 -              | 2007 TO326               | 11 ottobre 2007   | Spacewatch             |
| 361652 -              | 2007 TS328               | 11 ottobre 2007   | Spacewatch             |
| 361653 -              | 2007 TX330               | 11 ottobre 2007   | Spacewatch             |
| 361654 -              | 2007 TK338               | 13 ottobre 2007   | LUSS                   |
| 361655 -              | 2007 TL338               | 13 ottobre 2007   | LUSS                   |
| 361656 -              | 2007 TG353               | 8 ottobre 2007    | Mt. Lemmon Survey      |
| 361657 -              | 2007 TP356               | 12 ottobre 2007   | CSS                    |
| 361658 -              | 2007 TE357               | 12 ottobre 2007   | Spacewatch             |
| 361659 -              | 2007 TS380               | 14 ottobre 2007   | Spacewatch             |
| 361660 -              | 2007 TB383               | 15 settembre 2007 | Mt. Lemmon Survey      |
| 361661 -              | 2007 TH386               | 15 ottobre 2007   | CSS                    |
| 361662 -              | 2007 TB391               | 14 ottobre 2007   | CSS                    |
| 361663 -              | 2007 TS407               | 15 ottobre 2007   | Spacewatch             |
| 361664 -              | 2007 TS409               | 15 ottobre 2007   | Mt. Lemmon Survey      |
| 361665 -              | 2007 TH410               | 13 ottobre 2007   | CSS                    |
| 361666 -              | 2007 TF419               | 10 ottobre 2007   | Spacewatch             |
| 361667 -              | 2007 TX422               | 12 ottobre 2007   | Spacewatch             |
| 361668 -              | 2007 TQ424               | 8 ottobre 2007    | Spacewatch             |
| 361669 -              | 2007 TN430               | 12 ottobre 2007   | Mt. Lemmon Survey      |
| 361670 -              | 2007 TR450               | 12 ottobre 2007   | Mt. Lemmon Survey      |
| 361671 -              | 2007 TU450               | 13 ottobre 2007   | LINEAR                 |
| 361672 -              | 2007 TW451               | 11 ottobre 2007   | LINEAR                 |
| 361673 -              | 2007 UU1                 | 17 ottobre 2007   | Healy, D.              |
| 361674 -              | 2007 UB5                 | 16 ottobre 2007   | Andrushivka            |
| 361675 -              | 2007 UA6                 | 21 ottobre 2007   | OAM                    |
| 361676 -              | 2007 UH31                | 19 ottobre 2007   | CSS                    |
| 361677 -              | 2007 UJ31                | 19 ottobre 2007   | CSS                    |
| 361678 -              | 2007 UP33                | 9 ottobre 2007    | CSS                    |
| 361679 -              | 2007 UC38                | 19 ottobre 2007   | Spacewatch             |
| 361680 -              | 2007 UG38                | 19 ottobre 2007   | Spacewatch             |
| 361681 -              | 2007 UO46                | 20 ottobre 2007   | CSS                    |
| 361682 -              | 2007 UY50                | 24 ottobre 2007   | Mt. Lemmon Survey      |
| 361683 -              | 2007 UO91                | 30 ottobre 2007   | Mt. Lemmon Survey      |
| 361684 -              | 2007 UJ114               | 7 ottobre 2007    | Spacewatch             |
| 361685 -              | 2007 UL114               | 31 ottobre 2007   | Spacewatch             |
| 361686 -              | 2007 UP114               | 31 ottobre 2007   | Spacewatch             |
| 361687 -              | 2007 UX128               | 24 ottobre 2007   | Mt. Lemmon Survey      |
| 361688 -              | 2007 UN129               | 24 ottobre 2007   | Mt. Lemmon Survey      |
| 361689 -              | 2007 VY7                 | 4 novembre 2007   | CSS                    |
| 361690 Laurelanmaurer | 2007 VN8                 | 5 novembre 2007   | Wiggins, P.            |
| 361691 -              | 2007 VZ45                | 1º novembre 2007  | Spacewatch             |
| 361692 -              | 2007 VU51                | 1º novembre 2007  | Spacewatch             |
| 361693 -              | 2007 VO101               | 2 novembre 2007   | Spacewatch             |
| 361694 -              | 2007 VL102               | 2 novembre 2007   | Spacewatch             |
| 361695 -              | 2007 VE108               | 3 novembre 2007   | Spacewatch             |
| 361696 -              | 2007 VM125               | 5 novembre 2007   | PMO NEO Survey Program |
| 361697 -              | 2007 VS153               | 4 novembre 2007   | Spacewatch             |
| 361698 -              | 2007 VT155               | 5 novembre 2007   | Spacewatch             |
| 361699 -              | 2007 VD162               | 5 novembre 2007   | Spacewatch             |
| 361700 -              | 2007 VA165               | 5 novembre 2007   | Spacewatch             |

## 361701-361800
| Nome               | Designazione provvisoria | Data di scoperta  | Scopritore             |
| ------------------ | ------------------------ | ----------------- | ---------------------- |
| 361701 -           | 2007 VZ171               | 24 novembre 2003  | Deep Ecliptic Survey   |
| 361702 -           | 2007 VN195               | 7 novembre 2007   | Mt. Lemmon Survey      |
| 361703 -           | 2007 VO202               | 7 novembre 2007   | Mt. Lemmon Survey      |
| 361704 -           | 2007 VZ206               | 9 novembre 2007   | CSS                    |
| 361705 -           | 2007 VC245               | 14 novembre 2007  | BATTeRS                |
| 361706 -           | 2007 VY250               | 9 novembre 2007   | CSS                    |
| 361707 -           | 2007 VU251               | 10 novembre 2007  | PMO NEO Survey Program |
| 361708 -           | 2007 VG258               | 15 novembre 2007  | Mt. Lemmon Survey      |
| 361709 -           | 2007 VP267               | 15 settembre 2007 | Mt. Lemmon Survey      |
| 361710 -           | 2007 VB290               | 14 novembre 2007  | Spacewatch             |
| 361711 -           | 2007 VA295               | 15 novembre 2007  | LONEOS                 |
| 361712 Liuhui      | 2007 VX295               | 5 novembre 2007   | PMO NEO Survey Program |
| 361713 -           | 2007 VL303               | 12 settembre 2007 | CSS                    |
| 361714 -           | 2007 VL307               | 3 novembre 2007   | Spacewatch             |
| 361715 -           | 2007 VO313               | 9 novembre 2007   | Spacewatch             |
| 361716 -           | 2007 VM321               | 18 dicembre 2003  | LINEAR                 |
| 361717 -           | 2007 VX322               | 2 novembre 2007   | LINEAR                 |
| 361718 -           | 2007 VA324               | 5 novembre 2007   | LINEAR                 |
| 361719 -           | 2007 VJ329               | 14 novembre 2007  | Spacewatch             |
| 361720 -           | 2007 VZ334               | 14 novembre 2007  | Spacewatch             |
| 361721 -           | 2007 WS9                 | 17 novembre 2007  | Mt. Lemmon Survey      |
| 361722 -           | 2007 WF19                | 18 novembre 2007  | Mt. Lemmon Survey      |
| 361723 -           | 2007 WO27                | 3 novembre 2007   | Spacewatch             |
| 361724 -           | 2007 WK31                | 19 novembre 2007  | Spacewatch             |
| 361725 -           | 2007 WF33                | 19 novembre 2007  | Mt. Lemmon Survey      |
| 361726 -           | 2007 WS43                | 19 novembre 2007  | Mt. Lemmon Survey      |
| 361727 -           | 2007 WY49                | 20 novembre 2007  | Mt. Lemmon Survey      |
| 361728 -           | 2007 WT50                | 20 novembre 2007  | Mt. Lemmon Survey      |
| 361729 -           | 2007 WU52                | 17 novembre 2007  | CSS                    |
| 361730 -           | 2007 WS55                | 29 novembre 2007  | LUSS                   |
| 361731 -           | 2007 WN61                | 18 novembre 2007  | LINEAR                 |
| 361732 -           | 2007 WN62                | 19 novembre 2003  | Spacewatch             |
| 361733 -           | 2007 XF3                 | 20 ottobre 2007   | Mt. Lemmon Survey      |
| 361734 -           | 2007 XQ10                | 5 dicembre 2007   | Ferrando, R.           |
| 361735 -           | 2007 XJ11                | 19 ottobre 2007   | CSS                    |
| 361736 -           | 2007 XQ12                | 4 dicembre 2007   | Spacewatch             |
| 361737 -           | 2007 XQ14                | 5 dicembre 2007   | Mt. Lemmon Survey      |
| 361738 -           | 2007 XR17                | 10 dicembre 2007  | LINEAR                 |
| 361739 -           | 2007 XV18                | 15 settembre 2007 | Mt. Lemmon Survey      |
| 361740 -           | 2007 XH22                | 10 dicembre 2007  | LINEAR                 |
| 361741 -           | 2007 XQ23                | 15 settembre 2007 | Mt. Lemmon Survey      |
| 361742 -           | 2007 XW28                | 5 novembre 2007   | Spacewatch             |
| 361743 -           | 2007 XG33                | 9 dicembre 2007   | Nyukasa                |
| 361744 -           | 2007 XV36                | 13 dicembre 2007  | LINEAR                 |
| 361745 -           | 2007 XU39                | 13 dicembre 2007  | LINEAR                 |
| 361746 -           | 2007 XD41                | 14 dicembre 2007  | LINEAR                 |
| 361747 -           | 2007 XZ50                | 6 dicembre 2007   | CSS                    |
| 361748 -           | 2007 XH52                | 6 dicembre 2007   | Mt. Lemmon Survey      |
| 361749 -           | 2007 XW52                | 14 dicembre 2007  | Mt. Lemmon Survey      |
| 361750 -           | 2007 XP55                | 28 settembre 2003 | LINEAR                 |
| 361751 -           | 2007 XO59                | 3 dicembre 2007   | Spacewatch             |
| 361752 -           | 2007 YZ3                 | 19 dicembre 2007  | Sarneczky, K.          |
| 361753 -           | 2007 YJ21                | 4 dicembre 2007   | Mt. Lemmon Survey      |
| 361754 -           | 2007 YV29                | 28 dicembre 2007  | LINEAR                 |
| 361755 -           | 2007 YN54                | 19 ottobre 1998   | Spacewatch             |
| 361756 -           | 2007 YZ55                | 30 dicembre 2007  | CSS                    |
| 361757 -           | 2007 YZ60                | 16 dicembre 2007  | CSS                    |
| 361758 -           | 2007 YC62                | 18 dicembre 2007  | Mt. Lemmon Survey      |
| 361759 -           | 2007 YM63                | 31 dicembre 2007  | Spacewatch             |
| 361760 -           | 2007 YF65                | 16 dicembre 2007  | CSS                    |
| 361761 -           | 2007 YE66                | 30 dicembre 2007  | Spacewatch             |
| 361762 -           | 2007 YR67                | 17 dicembre 2007  | Mt. Lemmon Survey      |
| 361763 -           | 2007 YN73                | 30 dicembre 2007  | Spacewatch             |
| 361764 Antonbuslov | 2008 AK2                 | 6 gennaio 2008    | Zelenchukskaya Stn     |
| 361765 -           | 2008 AE5                 | 9 gennaio 2008    | LUSS                   |
| 361766 -           | 2008 AR6                 | 10 gennaio 2008   | Mt. Lemmon Survey      |
| 361767 -           | 2008 AF8                 | 10 gennaio 2008   | Spacewatch             |
| 361768 -           | 2008 AD11                | 10 gennaio 2008   | Mt. Lemmon Survey      |
| 361769 -           | 2008 AG17                | 10 gennaio 2008   | Spacewatch             |
| 361770 -           | 2008 AC21                | 10 gennaio 2008   | Mt. Lemmon Survey      |
| 361771 -           | 2008 AV27                | 14 dicembre 2007  | Mt. Lemmon Survey      |
| 361772 -           | 2008 AY29                | 10 gennaio 2008   | Ries, W.               |
| 361773 -           | 2008 AM34                | 10 gennaio 2008   | Spacewatch             |
| 361774 -           | 2008 AF38                | 10 gennaio 2008   | Mt. Lemmon Survey      |
| 361775 -           | 2008 AK42                | 10 gennaio 2008   | Mt. Lemmon Survey      |
| 361776 -           | 2008 AK56                | 11 gennaio 2008   | Spacewatch             |
| 361777 -           | 2008 AT57                | 11 gennaio 2008   | Spacewatch             |
| 361778 -           | 2008 AM68                | 11 gennaio 2008   | Mt. Lemmon Survey      |
| 361779 -           | 2008 AA81                | 31 dicembre 2007  | Spacewatch             |
| 361780 -           | 2008 AW84                | 11 gennaio 2008   | CSS                    |
| 361781 -           | 2008 AF87                | 12 gennaio 2008   | Mt. Lemmon Survey      |
| 361782 -           | 2008 AW88                | 13 gennaio 2008   | Spacewatch             |
| 361783 -           | 2008 AU90                | 13 gennaio 2008   | Spacewatch             |
| 361784 -           | 2008 AN97                | 14 gennaio 2008   | Spacewatch             |
| 361785 -           | 2008 AR99                | 14 gennaio 2008   | Spacewatch             |
| 361786 -           | 2008 AG102               | 13 gennaio 2008   | Spacewatch             |
| 361787 -           | 2008 AZ112               | 5 gennaio 2008    | PMO NEO Survey Program |
| 361788 -           | 2008 AM129               | 11 gennaio 2008   | LINEAR                 |
| 361789 -           | 2008 BV3                 | 16 gennaio 2008   | Spacewatch             |
| 361790 -           | 2008 BE5                 | 16 gennaio 2008   | Spacewatch             |
| 361791 -           | 2008 BP31                | 30 gennaio 2008   | Mt. Lemmon Survey      |
| 361792 -           | 2008 BM38                | 31 gennaio 2008   | Mt. Lemmon Survey      |
| 361793 -           | 2008 BR39                | 30 gennaio 2008   | CSS                    |
| 361794 -           | 2008 BS40                | 30 gennaio 2008   | Mt. Lemmon Survey      |
| 361795 -           | 2008 BN50                | 18 gennaio 2008   | Spacewatch             |
| 361796 -           | 2008 BX53                | 30 gennaio 2008   | Mt. Lemmon Survey      |
| 361797 -           | 2008 BA54                | 31 gennaio 2008   | Mt. Lemmon Survey      |
| 361798 -           | 2008 CK16                | 3 febbraio 2008   | Spacewatch             |
| 361799 -           | 2008 CR18                | 3 febbraio 2008   | Spacewatch             |
| 361800 -           | 2008 CH20                | 14 dicembre 2007  | Mt. Lemmon Survey      |

## 361801-361900
| Nome     | Designazione provvisoria | Data di scoperta  | Scopritore        |
| -------- | ------------------------ | ----------------- | ----------------- |
| 361801 - | 2008 CR20                | 2 febbraio 2008   | Mt. Lemmon Survey |
| 361802 - | 2008 CS20                | 4 febbraio 2008   | OAM               |
| 361803 - | 2008 CD24                | 1º febbraio 2008  | Spacewatch        |
| 361804 - | 2008 CD25                | 1º febbraio 2008  | Spacewatch        |
| 361805 - | 2008 CG30                | 30 marzo 2004     | Spacewatch        |
| 361806 - | 2008 CA36                | 2 febbraio 2008   | Spacewatch        |
| 361807 - | 2008 CZ37                | 2 febbraio 2008   | Spacewatch        |
| 361808 - | 2008 CL38                | 2 febbraio 2008   | Mt. Lemmon Survey |
| 361809 - | 2008 CD48                | 3 febbraio 2008   | CSS               |
| 361810 - | 2008 CN50                | 6 febbraio 2008   | CSS               |
| 361811 - | 2008 CT52                | 7 febbraio 2008   | Spacewatch        |
| 361812 - | 2008 CY58                | 7 febbraio 2008   | Mt. Lemmon Survey |
| 361813 - | 2008 CN71                | 6 febbraio 2008   | CSS               |
| 361814 - | 2008 CL73                | 6 febbraio 2008   | CSS               |
| 361815 - | 2008 CB77                | 6 febbraio 2008   | CSS               |
| 361816 - | 2008 CW90                | 13 gennaio 2008   | CSS               |
| 361817 - | 2008 CC94                | 8 febbraio 2008   | Mt. Lemmon Survey |
| 361818 - | 2008 CF101               | 9 febbraio 2008   | Mt. Lemmon Survey |
| 361819 - | 2008 CE104               | 9 febbraio 2008   | Mt. Lemmon Survey |
| 361820 - | 2008 CG108               | 30 gennaio 2008   | Jarnac            |
| 361821 - | 2008 CK128               | 8 febbraio 2008   | Spacewatch        |
| 361822 - | 2008 CF137               | 8 febbraio 2008   | Mt. Lemmon Survey |
| 361823 - | 2008 CL147               | 9 febbraio 2008   | Spacewatch        |
| 361824 - | 2008 CG157               | 9 febbraio 2008   | Spacewatch        |
| 361825 - | 2008 CV165               | 10 febbraio 2008  | Mt. Lemmon Survey |
| 361826 - | 2008 CB177               | 10 febbraio 2008  | LINEAR            |
| 361827 - | 2008 CF178               | 6 febbraio 2008   | CSS               |
| 361828 - | 2008 CX178               | 6 febbraio 2008   | CSS               |
| 361829 - | 2008 CH187               | 3 febbraio 2008   | CSS               |
| 361830 - | 2008 CO194               | 11 febbraio 2008  | Mt. Lemmon Survey |
| 361831 - | 2008 CU200               | 8 febbraio 2008   | Spacewatch        |
| 361832 - | 2008 CS206               | 10 febbraio 2008  | Spacewatch        |
| 361833 - | 2008 CP212               | 8 febbraio 2008   | LINEAR            |
| 361834 - | 2008 DW4                 | 27 febbraio 2008  | BATTeRS           |
| 361835 - | 2008 DK8                 | 24 febbraio 2008  | Mt. Lemmon Survey |
| 361836 - | 2008 DE11                | 26 febbraio 2008  | Spacewatch        |
| 361837 - | 2008 DK13                | 26 febbraio 2008  | Spacewatch        |
| 361838 - | 2008 DU14                | 26 febbraio 2008  | Mt. Lemmon Survey |
| 361839 - | 2008 DL31                | 27 febbraio 2008  | Spacewatch        |
| 361840 - | 2008 DY33                | 27 febbraio 2008  | Mt. Lemmon Survey |
| 361841 - | 2008 DG38                | 27 febbraio 2008  | Spacewatch        |
| 361842 - | 2008 DE39                | 27 febbraio 2008  | Mt. Lemmon Survey |
| 361843 - | 2008 DR44                | 28 febbraio 2008  | Mt. Lemmon Survey |
| 361844 - | 2008 DD47                | 28 febbraio 2008  | Spacewatch        |
| 361845 - | 2008 DL48                | 28 febbraio 2008  | Spacewatch        |
| 361846 - | 2008 DC52                | 29 febbraio 2008  | Mt. Lemmon Survey |
| 361847 - | 2008 DW56                | 28 febbraio 2008  | Mt. Lemmon Survey |
| 361848 - | 2008 DX60                | 28 febbraio 2008  | Mt. Lemmon Survey |
| 361849 - | 2008 DF62                | 28 febbraio 2008  | Spacewatch        |
| 361850 - | 2008 DR70                | 13 febbraio 2008  | CSS               |
| 361851 - | 2008 DG71                | 28 febbraio 2008  | Mt. Lemmon Survey |
| 361852 - | 2008 DT77                | 28 febbraio 2008  | Mt. Lemmon Survey |
| 361853 - | 2008 DQ82                | 28 febbraio 2008  | Spacewatch        |
| 361854 - | 2008 DM88                | 18 febbraio 2008  | Mt. Lemmon Survey |
| 361855 - | 2008 EX1                 | 1º marzo 2008     | Spacewatch        |
| 361856 - | 2008 EO13                | 1º marzo 2008     | Spacewatch        |
| 361857 - | 2008 EK23                | 3 marzo 2008      | CSS               |
| 361858 - | 2008 EH47                | 5 marzo 2008      | Mt. Lemmon Survey |
| 361859 - | 2008 ET57                | 7 marzo 2008      | Mt. Lemmon Survey |
| 361860 - | 2008 ED60                | 8 marzo 2008      | CSS               |
| 361861 - | 2008 ED69                | 11 marzo 2008     | CSS               |
| 361862 - | 2008 EF71                | 9 febbraio 2008   | Spacewatch        |
| 361863 - | 2008 EH76                | 7 marzo 2008      | Mt. Lemmon Survey |
| 361864 - | 2008 EZ86                | 7 marzo 2008      | Spacewatch        |
| 361865 - | 2008 ES93                | 11 febbraio 2008  | Spacewatch        |
| 361866 - | 2008 EA109               | 7 marzo 2008      | Mt. Lemmon Survey |
| 361867 - | 2008 EC126               | 10 marzo 2008     | Spacewatch        |
| 361868 - | 2008 EB149               | 2 marzo 2008      | Spacewatch        |
| 361869 - | 2008 EY166               | 7 marzo 2008      | CSS               |
| 361870 - | 2008 FL9                 | 26 marzo 2008     | Spacewatch        |
| 361871 - | 2008 FJ12                | 26 marzo 2008     | Mt. Lemmon Survey |
| 361872 - | 2008 FR14                | 26 marzo 2008     | Mt. Lemmon Survey |
| 361873 - | 2008 FD16                | 27 marzo 2008     | Spacewatch        |
| 361874 - | 2008 FX17                | 26 febbraio 2008  | Spacewatch        |
| 361875 - | 2008 FU22                | 27 marzo 2008     | Spacewatch        |
| 361876 - | 2008 FG29                | 28 marzo 2008     | Spacewatch        |
| 361877 - | 2008 FT36                | 28 marzo 2008     | Mt. Lemmon Survey |
| 361878 - | 2008 FN54                | 28 marzo 2008     | Mt. Lemmon Survey |
| 361879 - | 2008 FQ54                | 28 febbraio 2008  | Mt. Lemmon Survey |
| 361880 - | 2008 FF55                | 28 marzo 2008     | Mt. Lemmon Survey |
| 361881 - | 2008 FJ58                | 25 aprile 2003    | CINEOS            |
| 361882 - | 2008 FE65                | 28 marzo 2008     | Spacewatch        |
| 361883 - | 2008 FP66                | 28 marzo 2008     | Spacewatch        |
| 361884 - | 2008 FM70                | 28 marzo 2008     | Spacewatch        |
| 361885 - | 2008 FF75                | 11 dicembre 2006  | Spacewatch        |
| 361886 - | 2008 FD79                | 27 marzo 2008     | Mt. Lemmon Survey |
| 361887 - | 2008 FZ81                | 13 settembre 2005 | Spacewatch        |
| 361888 - | 2008 FP89                | 13 gennaio 2008   | Spacewatch        |
| 361889 - | 2008 FV89                | 11 febbraio 2008  | Spacewatch        |
| 361890 - | 2008 FV93                | 29 marzo 2008     | Spacewatch        |
| 361891 - | 2008 FP100               | 30 marzo 2008     | Spacewatch        |
| 361892 - | 2008 FO116               | 27 marzo 2008     | Spacewatch        |
| 361893 - | 2008 FF121               | 6 agosto 2004     | NEAT              |
| 361894 - | 2008 FP124               | 30 marzo 2008     | Spacewatch        |
| 361895 - | 2008 FS130               | 30 marzo 2008     | Spacewatch        |
| 361896 - | 2008 FU134               | 30 marzo 2008     | Spacewatch        |
| 361897 - | 2008 GN2                 | 13 febbraio 2008  | Mt. Lemmon Survey |
| 361898 - | 2008 GN5                 | 1º aprile 2008    | Spacewatch        |
| 361899 - | 2008 GW14                | 3 aprile 2008     | Mt. Lemmon Survey |
| 361900 - | 2008 GC17                | 3 aprile 2008     | Spacewatch        |

## 361901-362000
| Nome     | Designazione provvisoria | Data di scoperta  | Scopritore           |
| -------- | ------------------------ | ----------------- | -------------------- |
| 361901 - | 2008 GX19                | 4 aprile 2008     | Spacewatch           |
| 361902 - | 2008 GJ31                | 3 aprile 2008     | Spacewatch           |
| 361903 - | 2008 GH33                | 3 aprile 2008     | Mt. Lemmon Survey    |
| 361904 - | 2008 GJ36                | 3 aprile 2008     | Spacewatch           |
| 361905 - | 2008 GE38                | 3 aprile 2008     | Spacewatch           |
| 361906 - | 2008 GV40                | 4 aprile 2008     | Spacewatch           |
| 361907 - | 2008 GK42                | 4 aprile 2008     | Spacewatch           |
| 361908 - | 2008 GR47                | 4 aprile 2008     | Spacewatch           |
| 361909 - | 2008 GY59                | 25 agosto 2004    | Spacewatch           |
| 361910 - | 2008 GL67                | 28 marzo 2008     | Mt. Lemmon Survey    |
| 361911 - | 2008 GK68                | 6 aprile 2008     | Spacewatch           |
| 361912 - | 2008 GP92                | 6 aprile 2008     | Spacewatch           |
| 361913 - | 2008 GE97                | 21 novembre 2005  | Spacewatch           |
| 361914 - | 2008 GH97                | 4 aprile 2008     | Spacewatch           |
| 361915 - | 2008 GW97                | 8 aprile 2008     | Spacewatch           |
| 361916 - | 2008 GE98                | 8 aprile 2008     | Spacewatch           |
| 361917 - | 2008 GQ102               | 10 aprile 2008    | Spacewatch           |
| 361918 - | 2008 GV102               | 10 aprile 2008    | Spacewatch           |
| 361919 - | 2008 GK103               | 11 aprile 2008    | Spacewatch           |
| 361920 - | 2008 GM110               | 1º aprile 2008    | CSS                  |
| 361921 - | 2008 GV112               | 13 aprile 2008    | CSS                  |
| 361922 - | 2008 GL121               | 13 aprile 2008    | Spacewatch           |
| 361923 - | 2008 GS126               | 14 aprile 2008    | Mt. Lemmon Survey    |
| 361924 - | 2008 GW127               | 14 aprile 2008    | Mt. Lemmon Survey    |
| 361925 - | 2008 GL132               | 13 aprile 2008    | Mt. Lemmon Survey    |
| 361926 - | 2008 GU132               | 14 aprile 2008    | Mt. Lemmon Survey    |
| 361927 - | 2008 GD133               | 15 aprile 2008    | Mt. Lemmon Survey    |
| 361928 - | 2008 GC134               | 13 aprile 2008    | Mt. Lemmon Survey    |
| 361929 - | 2008 GA135               | 12 aprile 2008    | Spacewatch           |
| 361930 - | 2008 GR140               | 9 aprile 2008     | Spacewatch           |
| 361931 - | 2008 GE146               | 14 aprile 2008    | Mt. Lemmon Survey    |
| 361932 - | 2008 HK5                 | 24 aprile 2008    | Spacewatch           |
| 361933 - | 2008 HP7                 | 24 aprile 2008    | Spacewatch           |
| 361934 - | 2008 HD16                | 25 aprile 2008    | Spacewatch           |
| 361935 - | 2008 HF18                | 26 aprile 2008    | Spacewatch           |
| 361936 - | 2008 HO24                | 27 aprile 2008    | Spacewatch           |
| 361937 - | 2008 HJ27                | 27 aprile 2008    | Mt. Lemmon Survey    |
| 361938 - | 2008 HS33                | 26 aprile 2008    | Spacewatch           |
| 361939 - | 2008 HY38                | 26 aprile 2008    | Mt. Lemmon Survey    |
| 361940 - | 2008 HF44                | 16 aprile 2008    | Mt. Lemmon Survey    |
| 361941 - | 2008 HK50                | 29 aprile 2008    | Spacewatch           |
| 361942 - | 2008 HC52                | 29 aprile 2008    | Mt. Lemmon Survey    |
| 361943 - | 2008 HW52                | 1º aprile 2008    | Spacewatch           |
| 361944 - | 2008 HL53                | 29 aprile 2008    | Spacewatch           |
| 361945 - | 2008 HO57                | 30 aprile 2008    | Spacewatch           |
| 361946 - | 2008 HV58                | 30 aprile 2008    | Mt. Lemmon Survey    |
| 361947 - | 2008 HE62                | 30 aprile 2008    | Spacewatch           |
| 361948 - | 2008 HK62                | 30 aprile 2008    | Spacewatch           |
| 361949 - | 2008 HM62                | 30 aprile 2008    | Spacewatch           |
| 361950 - | 2008 HD64                | 29 aprile 2008    | Mt. Lemmon Survey    |
| 361951 - | 2008 JO2                 | 24 gennaio 2007   | Mt. Lemmon Survey    |
| 361952 - | 2008 JM5                 | 3 maggio 2008     | Mt. Lemmon Survey    |
| 361953 - | 2008 JY5                 | 1º maggio 2008    | CSS                  |
| 361954 - | 2008 JV6                 | 2 maggio 2008     | Spacewatch           |
| 361955 - | 2008 JB9                 | 3 aprile 2008     | Mt. Lemmon Survey    |
| 361956 - | 2008 JW12                | 26 gennaio 2007   | Spacewatch           |
| 361957 - | 2008 JC15                | 3 maggio 2008     | CSS                  |
| 361958 - | 2008 JR17                | 4 maggio 2008     | Spacewatch           |
| 361959 - | 2008 JT17                | 14 aprile 2008    | Mt. Lemmon Survey    |
| 361960 - | 2008 JC18                | 4 maggio 2008     | Spacewatch           |
| 361961 - | 2008 JK18                | 4 maggio 2008     | Spacewatch           |
| 361962 - | 2008 JY21                | 5 aprile 2002     | NEAT                 |
| 361963 - | 2008 JZ21                | 6 maggio 2008     | Spacewatch           |
| 361964 - | 2008 JC30                | 11 maggio 2008    | Spacewatch           |
| 361965 - | 2008 JC31                | 5 maggio 2008     | Spacewatch           |
| 361966 - | 2008 JE32                | 6 maggio 2008     | Mt. Lemmon Survey    |
| 361967 - | 2008 JG33                | 8 maggio 2008     | Mt. Lemmon Survey    |
| 361968 - | 2008 JN36                | 3 maggio 2008     | Spacewatch           |
| 361969 - | 2008 JF37                | 14 maggio 2008    | Mt. Lemmon Survey    |
| 361970 - | 2008 JV37                | 6 maggio 2008     | Mt. Lemmon Survey    |
| 361971 - | 2008 KY1                 | 26 maggio 2008    | Spacewatch           |
| 361972 - | 2008 KE7                 | 30 aprile 2008    | Mt. Lemmon Survey    |
| 361973 - | 2008 KC11                | 29 maggio 2008    | Mt. Lemmon Survey    |
| 361974 - | 2008 KM12                | 26 maggio 2008    | Spacewatch           |
| 361975 - | 2008 KP15                | 27 maggio 2008    | Spacewatch           |
| 361976 - | 2008 KO16                | 27 maggio 2008    | Spacewatch           |
| 361977 - | 2008 KS16                | 16 maggio 2008    | Spacewatch           |
| 361978 - | 2008 KO19                | 9 ottobre 2004    | Spacewatch           |
| 361979 - | 2008 KB31                | 29 maggio 2008    | Spacewatch           |
| 361980 - | 2008 KA39                | 27 dicembre 2006  | Mt. Lemmon Survey    |
| 361981 - | 2008 KL42                | 31 maggio 2008    | Mt. Lemmon Survey    |
| 361982 - | 2008 LD6                 | 11 aprile 2008    | Spacewatch           |
| 361983 - | 2008 LR11                | 30 aprile 2008    | Mt. Lemmon Survey    |
| 361984 - | 2008 LK12                | 9 giugno 2008     | Farra d'Isonzo       |
| 361985 - | 2008 LW13                | 7 giugno 2008     | Spacewatch           |
| 361986 - | 2008 LR14                | 8 giugno 2008     | Spacewatch           |
| 361987 - | 2008 MB                  | 5 maggio 2008     | Spacewatch           |
| 361988 - | 2008 NA4                 | 11 luglio 2008    | Siding Spring Survey |
| 361989 - | 2008 QQ15                | 27 agosto 2008    | Kugel, F.            |
| 361990 - | 2008 RA25                | 2 settembre 2008  | Tucker, R. A.        |
| 361991 - | 2008 RY123               | 6 settembre 2008  | Spacewatch           |
| 361992 - | 2008 SM89                | 21 settembre 2008 | Spacewatch           |
| 361993 - | 2008 SS127               | 22 settembre 2008 | Spacewatch           |
| 361994 - | 2008 SO204               | 26 settembre 2008 | Spacewatch           |
| 361995 - | 2008 SQ226               | 27 settembre 2008 | Mt. Lemmon Survey    |
| 361996 - | 2008 SP270               | 24 settembre 2008 | Spacewatch           |
| 361997 - | 2008 SP302               | 23 settembre 2008 | Spacewatch           |
| 361998 - | 2008 TS91                | 4 ottobre 2008    | OAM                  |
| 361999 - | 2008 TV96                | 6 ottobre 2008    | Spacewatch           |
| 362000 - | 2008 TR117               | 6 ottobre 2008    | Spacewatch           |